# WatchOS 9
watchOS 9 est le 9e système d'exploitation de l'Apple Watch. Il est développé par Apple Inc.. Comme toutes les autres versions de watchOS, ce système d’exploitation est basé sur iOS, ici iOS 16. watchOS 9 a été présenté par Kevin Lynch lors de la WWDC 22, le 6 juin 2022 à San José, en Californie.

## Fonctionnalités
Deux nouveaux cadrans sont disponibles avec watchOS 9 : Lunar et Metropolitan. La collection de cadrans Nike devient disponible pour tous les modèles pouvant avoir watchOS 9 (sauf la collection Hermès). Le modèle Ultra possède également avec watchOS 9 un cadran spécial conçu pour les activités. La collection Hermès a le droit à un nouveau cadran exclusif.
L’application Exercice a été mise à jour et affiche des données plus riches pour la mesure des performances. « Exercice multisport » prend maintenant en charge les exercices Duathlon et Triathlon ainsi que la détection automatiquement des conditions de Nage en eau libre, en piscine, en Vélo d’intérieur, en Vélo (plein air), en Course (tapis) en Course (plein air), et passe automatiquement à l’exercice suivant. L’application Boussole dispose maintenant d'une vue hybride qui affiche simultanément un cadran de boussole analogique et une vue numérique. Cette nouvelle version permet en plus d'obtenir l'inclinaison, l'altitude, la latitude et la longitude, de pouvoir placer des points de repère et d'enregistrer l'itinéraire afin de pouvoir revenir sur ses pas si l'on se perd.
La nouvelle application Traitements sur Apple Watch permet de gérer et suivre la prise de médicaments, vitamines et compléments. Pour les Apple Watch Series 8 et Apple Watch Ultra le suivi des cycles menstruel est possible. Un mode permettant de prolonger l'autonomie de l'Apple Watch en désactivant ou en limitant la consommation de certains capteurs et de certaines fonctionnalités, comme la surveillance de la fréquence cardiaque en arrière-plan et l’écran toujours activé.
Pour les personnes présentant des troubles moteurs au niveau des membres supérieurs il sera possible d'effectuer encore plus d’actions à l’aide d’un double pincement comme répondre ou mettre fin à un appel, prendre une photo, lancer la lecture d’un contenu.
Le clavier sous watchOS 9 affiche des suggestions de mots en temps réel. Prise en charge également de nouvelles langues : le français, l’allemand, l’espagnol, l’italien, le japonais et le portugais. La fonction clavier est disponible sur les Apple Watch Series 7, 8 et Ultra.
Pour les applications tierces la feuille de partage est disponible et permet de partager du contenu vers iMessage et Mail. L'accès au sélecteur de Photos est également disponible pour les développeurs.

## Compatibilité
watchOS 9 est compatible avec les appareils suivants :
- Apple Watch Series 4
- Apple Watch Series 5
- Apple Watch SE
- Apple Watch Series 6
- Apple Watch Series 7
- Apple Watch Series 8
- Apple Watch Ultra
- Apple Watch SE (2e génération)